# Civilizația lemnului
Civilizația lemnului este o sintagmă adesea folosită pentru a defini cultura și civilizația populară, tradițională din România.  

## Definiție
Această expresie este compusă din cuvântul „civilizație”, care stă pentru cultura materială, și „lemn”, care indică materialul definitoriu în care s-a exprimat această cultură. Vechimea și originea acestei expresii este necunoscută. Oamenii de cultură români au folosit-o după primul război mondial fie în context istoric, pentru a defini modul de viață socială, materială și spirituală al dacilor fie în context etnografic, pentru a caracteriza cultura țăranilor români de pe cuprinsul României întregite.

## Articole conexe
- Biserici de lemn din România
- Biserici de lemn din Bucovina de Nord și Ținutul Herța
- Biserici de lemn din Basarabia